# Вестмонт (Пенсилванија)
Вестмонт (енгл. Westmont) град је у америчкој савезној држави Пенсилванија.

## Демографија
По попису из 2010. године број становника је 5.181, што је 342 (-6,2%) становника мање него 2000. године.
| Група             | 2000.         | 2010.         |
| Белци             | 5.353 (96,9%) | 4.924 (95,0%) |
| Афроамериканци    | 17 (0,3%)     | 53 (1,0%)     |
| Азијати           | 71 (1,3%)     | 79 (1,5%)     |
| Хиспаноамериканци | 50 (0,9%)     | 75 (1,4%)     |
| Укупно            | 5.523         | 5.181         |